# Diocesi di Manokwari-Sorong
La diocesi di Manokwari-Sorong (in latino Dioecesis Manokvariensis Sorongensis) è una sede della Chiesa cattolica in Indonesia suffraganea dell'arcidiocesi di Merauke. Nel 2023 contava 72.000 battezzati su 721.000 abitanti. È retta dal vescovo Datus Hilarion Lega.

## Territorio
La diocesi comprende le province indonesiane di Papua sud-occidentale e di Papua Occidentale.
Sede vescovile è la città di Sorong, dove si trova la cattedrale di Cristo Re. A Manokwari sorge la concattedrale di Sant'Agostino.
Il territorio è suddiviso in 24 parrocchie.

## Storia
La prefettura apostolica di Manokwari fu eretta il 19 dicembre 1959 con la bolla Cum in iis di papa Giovanni XXIII, ricavandone il territorio dal vicariato apostolico di Hollandia (oggi diocesi di Jayapura).
Il 15 novembre 1966 la prefettura apostolica è stata elevata a diocesi con la bolla Pro suscepto di papa Paolo VI.
Il 14 maggio 1974 in virtù del decreto Cum urbs della Congregazione per l'evangelizzazione dei popoli la cattedrale è stata trasferita dalla chiesa di Sant'Agostino di Manokwari, che è divenuta concattedrale, alla chiesa di Cristo Re di Sorong, e la diocesi ha assunto il nome attuale.

## Cronotassi dei vescovi
Si omettono i periodi di sede vacante non superiori ai 2 anni o non storicamente accertati.
- Petrus Malachias van Diepen, O.S.A. † (12 febbraio 1960 - 5 maggio 1988 ritirato)
- Francis Xavier Sudartanta Hadisumarta, O.Carm. † (5 maggio 1988 - 30 giugno 2003 dimesso)
- Datus Hilarion Lega, dal 30 giugno 2003

## Statistiche
La diocesi nel 2023 su una popolazione di 721.000 persone contava 72.000 battezzati, corrispondenti al 10,0% del totale.
| anno | popolazione | popolazione | popolazione | presbiteri | presbiteri | presbiteri | presbiteri                | diaconi | religiosi | religiosi | parrocchie |
| anno | battezzati  | totale      | %           | numero     | secolari   | regolari   | battezzati per presbitero | diaconi | uomini    | donne     | parrocchie |
| ---- | ----------- | ----------- | ----------- | ---------- | ---------- | ---------- | ------------------------- | ------- | --------- | --------- | ---------- |
| 1970 | 9.146       | 137.000     | 6,7         | 14         |            | 14         | 653                       |         | 16        | 28        | 6          |
| 1980 | 16.915      | 210.000     | 8,1         | 14         | 1          | 13         | 1.208                     |         | 29        | 20        |            |
| 1990 | 29.676      | 341.739     | 8,7         | 19         | 5          | 14         | 1.561                     | 7       | 19        | 26        | 14         |
| 1997 | 39.332      | 448.365     | 8,8         | 19         | 4          | 15         | 2.070                     | 7       | 29        | 31        | 16         |
| 2000 | 47.197      | 526.630     | 9,0         | 20         | 5          | 15         | 2.359                     | 6       | 30        | 31        | 18         |
| 2001 | 52.276      | 543.554     | 9,6         | 24         | 8          | 16         | 2.178                     | 6       | 42        | 49        | 18         |
| 2002 | 54.567      | 556.583     | 9,8         | 25         | 9          | 16         | 2.182                     | 6       | 42        | 39        | 18         |
| 2007 | 64.489      | 651.958     | 9,9         | 45         | 22         | 23         | 1.433                     | 5       | 48        | 56        | 24         |
| 2016 | 66.700      | 668.000     | 10,0        | 45         | 22         | 23         | 1.482                     | 5       | 48        | 56        | 24         |
| 2019 | 69.000      | 691.100     | 10,0        | 45         | 22         | 23         | 1.533                     | 5       | 48        | 56        | 24         |
| 2021 | 70.420      | 705.520     | 10,0        | 45         | 22         | 23         | 1.564                     | 5       | 48        | 56        | 24         |
| 2023 | 72.000      | 721.000     | 10,0        | 45         | 22         | 23         | 1.600                     | 5       | 48        | 56        | 24         |